# Pomacentrus microspilus
Pomacentrus microspilus är en fiskart som beskrevs av Allen och Randall 2005. Pomacentrus microspilus ingår i släktet Pomacentrus och familjen Pomacentridae. Inga underarter finns listade i Catalogue of Life.